# Trans aktuell
trans aktuell ist eine deutsche Zeitung. Sie erscheint alle zwei Wochen in Stuttgart. Chefredakteur ist Matthias Rathmann.

## Zielgruppe
trans aktuell ist eine Zeitung für Transport, Verkehr und Management. Sie bietet Informationen zur Verkehrs- und Transportpolitik in Deutschland und Europa. Schwerpunkte sind Transportmanagement und Unternehmensführung. In trans aktuell finden unter anderem Führungskräfte Informationen für die tägliche Arbeit. Mit ihrer Themenvielfalt leistet die Zeitung Hilfe mit Hintergrundberichten und Praxisbeispielen.